# Rezavec šikmý
Rezavec šikmý (Inonotus obliquus) je víceletá dřevokazná houba z čeledi kožovkovitých. Běžně roste na břízách a dalších listnatých stromech.

## Jméno
V češtině je rezavec šikmý známý také pod označením sibiřská čaga. Toto označení, stejně jako anglické chaga, pochází z ruského „чага“, tento název však není rozšířen ve všech jazycích. Například finština ho označuje slovem pakurikääpä, norština pak kreftkjuke, což je překládáno jako ‚rakovinový polypór‘. Norský výraz pro tuto houbu tedy pravděpodobně odkazuje k jejímu vzhledu nebo k léčivým vlastnostem, které jsou jí někdy přičítány.

## Popis
V přírodě nacházíme plodnice rezavce šikmého dvou typů: plodnice nedokonalé neboli imperfektní a plodnice dokonalé.
Dokonalé plodnice se vyskytují v období od července do listopadu na mrtvých kmenech listnatých stromů v místech poranění a v dutinách. Nejčastěji jde o břízy, často ale také o buk, topol, dub nebo olši. Plodnice tohoto typu jsou jednoleté a bývají větší než nedokonalé, dorůstají do délky i několika metrů a zabírají až polovinu obvodu kmene stromu, na kterém parazitují. Jejich podhoubí má žlutohnědou barvu, která je patrná na lemu plodnic. Na stromech tvoří velké souvislé plochy i menší oddělená pole o různé velikosti. Rostou pod kůrou napadeného stromu a způsobují její nadzvedávání a odpadávání.
Rourky dokonalých plodnic jsou velmi křehké. Rostou rovnoběžně až do délky půl centimetru a je pro ně typická hnědá až tmavě hnědá barva. Póry jsou u mladých plodnic bílé až okrově žluté, u starších hnědé.
Nedokonalé plodnice se vyskytují po celý rok a jsou víceleté, mohou se dožít až 20 let. Tyto plodnice bývají 10 až 35 centimetrů velké a vyznačují se nepravidelným polokulovitým až podlouhlým tvarem. Jejich povrch má šedou až hnědozelenou barvu, později i šedozelenou až rezavě hnědou, a je rozpraskaný.

## Výskyt
Rezavec šikmý se vyskytuje v lesích severní Evropy a Ruska, dále také v oblastech Asie a Severní Ameriky vyznačujících se nižšími teplotami.

## Sklizeň a příprava
Sklizeň houby, která probíhá v období od července do listopadu, znesnadňuje fakt, že se plodnice často nacházejí v až sedmimetrové výšce. Po sklizení se houba užívá v lidovém léčitelství – v Rusku je tradičně strouhána na jemný prášek, ze kterého se připravuje nápoj podobný kávě či čaji. Toto použití je založeno na metodě extrakce pomocí horké vody, rusky nazývané zavarka. Pro medicinální účely a vědecké výzkumy jsou používány vysoce koncentrované extrakty.

## Použití v léčení
V ruském lidovém léčitelství, ale také v dalších zemích severní Evropy, je houba tradičně využívána jako lék mimo jiné na rakovinu.
Rezavec šikmý obsahuje řadu živin a přírodních léčivých látek , mezi ně patří:
- betulin a kyselina betulinová
- melanin
- polysacharidy rozpustné ve vodě, polysacharidy rozpustné v alkoholu
- polysacharidy vázané na bílkoviny
- beta glukany
- stopové minerály
- vláknina a aminokyseliny